# محمد عبد الجليل
محمد عبد الجليل (مواليد 4 أغسطس 1968) هو سياسي المغربي يشغل منصب وزير النقل واللوجيستيك عُيّن في حكومة عزيز أخنوش في 7 أكتوبر 2021.

## دراسته
بعد حصوله على شهادة البكالوريا سنة 1985 من ثانوية ليوطي، التحق في مدرسة الجسور باريس تك في فرنسا، ليحصل على شهادة البكالوريوس في الهندسة عام 1991، وحاصل على ماجستير إدارة الأعمال من مدرسة الحسنية للأشغال العمومية عام 2001.

## مسيرته المهنية
عمل في شركة آرثر آندرسن الأمريكية في باريس كمدقق حسابات من عام 1991 حتى عام 1993. وفي عام 1993، عاد إلى المغرب للعمل في شركة Bymaro كمدير لمحطة المعالجة المسبقة في حي العنق بالدار البيضاء، ثم كمدير تجاري. وبعد ذلك عُيّن مديرًا للبرامج والدراسات بوزارة النقل في عهد عبد الكريم غلاب في عام 2003. وأنجز أغلب الدراسات عن الطرق في المناطق النائية والقروية، لفك العزلة عن هذه المناطق. بين عامي 2005 و2021، عمل في مكتب إدارة الموانئ (ODEP)، والذي أصبح فيما بعد يُطلق عليه مرسى المغرب في عام 2006. ثم تدرج فيه، وشغل منصب المدير العام، ثم رئيس مجلس إدارته.